# Nicolas Cage
 (février 2025).
Si vous disposez d'ouvrages ou d'articles de référence ou si vous connaissez des sites web de qualité traitant du thème abordé ici, merci de compléter l'article en donnant les références utiles à sa vérifiabilité et en les liant à la section « Notes et références ».
Pour les articles homonymes, voir Cage (homonymie).
Nicolas Cage [ˈnɪkələs keɪdʒ], né sous le nom de Nicholas Kim Coppola, est un acteur, réalisateur et producteur de cinéma américain, né le 7 janvier 1964 à Long Beach, (Californie, États-Unis).
Révélé avec Birdy d'Alan Parker (1985) et par les films d'auteur Arizona Junior de Joel et Ethan Coen, Sailor et Lula de David Lynch et Leaving Las Vegas de Mike Figgis (qui lui a valu l'Oscar du meilleur acteur), il enchaîne avec des films d'action comme Rock, Volte-face et 60 secondes chrono.
Il confirme par des collaborations avec des grands cinéastes : les thrillers Snake Eyes, de Brian De Palma (1998) et À tombeau ouvert, de Martin Scorsese (1999), les comédies dramatiques Adaptation, de Spike Jonze (2002), Les Associés, de Ridley Scott (2004), et Lord of War, d'Andrew Niccol (2005), ou encore le polar crépusculaire Bad Lieutenant : Escale à La Nouvelle-Orléans (2009), de Werner Herzog.
Parallèlement, il est choisi pour incarner les héros de deux franchises hollywoodiennes : Benjamin Gates en 2004 et 2008, puis le Ghost Rider en 2007 et 2012.
À partir des années 2010 il enchaîne les films et les genres dont une grande partie est mal accueillie. Cependant, Il est au casting dans des films bien reçus comme : Joe (2013), Mandy (2018), Color Out of Space (2019) ou encore Pig (2020). Durant la même décennie, il travaille également dans l'animation, prêtant sa voix à Grug dans Les Croods (2013) et sa suite (2020), ainsi qu'à Superman dans Teen Titans Go! to the Movies (2018) et à Spider-Man Noir dans Spider-Man: Into the Spider-Verse (2018). En 2022, il joue dans Un talent en or massif, une comédie dramatique satirique sur l'acteur lui-même.
En 2023, il obtient une nomination au Golden Globe du meilleur acteur dans un film musical ou une comédie à la cérémonie des Golden Globes 2024 pour le film Dream Scenario.

## Biographie

### Jeunesse
Nicolas Cage, de son vrai nom Nicolas Kim Coppola, est issu d'une famille d'artistes d'origines italienne, polonaise et allemande[réf. nécessaire].
Il est l'arrière petit-fils d'immigrés italiens venus de la province de Matera (Basilicate). Son père, Auguste Coppola (1934-2009) est professeur de littérature et sa mère, Joy Vogelsang, est danseuse et chorégraphe.
Il a deux frères, Christopher qui est réalisateur et producteur de films indépendants ainsi que Marc Coppola (en) qui est acteur. Il est aussi le petit-fils du compositeur Carmine Coppola, le neveu du réalisateur Francis Ford Coppola et de l'actrice Talia Shire, ainsi que le cousin des réalisateurs Sofia Coppola et Roman Coppola, de l'acteur Jason Schwartzman et du musicien Robert Carmine.
Le jeune Nicolas et ses frères sont pris en charge par leur père qui les initie à la littérature, au cinéma et à l'art[réf. nécessaire]. Il parle de l'importance de son père dans sa culture cinématographique : « Quand j’étais enfant, les autres enfants voyaient [les] Disney et il nous montrait des films comme Juliette des esprits de Fellini. C’était avant la vidéo, alors il nous emmenait dans les cinémas d’art et d’essai. J'ai vu Citizen Kane, et c'est là que j'ai découvert Max Schreck, Nosferatu et le Dr Caligari, ce qui m'a donné des cauchemars »,.
Pendant les vacances d'été, le père emmène ses fils pour de longues périodes à San Francisco pour des visites chez son frère, le réalisateur Francis Ford Coppola. À l'âge de 15 ans, Nicolas se présente à un atelier estival d'art dramatique au Conservatoire américain de théâtre de San Francisco où il fait ses premiers pas sur scène[réf. nécessaire].
À cette époque, Nicolas Cage a comme ami Johnny Depp et le pousse à devenir acteur en lui faisant rencontrer son agent qui lui fait passer les auditions du film A Nightmare on Elm Street (1984) de Wes Craven, qui lance la carrière de l'acteur.

### Carrière

#### Révélation et reconnaissance
À l'âge de quatorze ans, il réussit son audition pour passer dans le jeu télévisé The Dating Game, mais son père refuse qu'il y participe. Il décroche finalement un rôle dans la série Best of Times diffusée en 1981, qui ne dépassera pas le statut de pilote : « [...] J'avais quinze ans [...] C’est (George Schlatter (en)) qui m’a découvert. C'est le premier gars qui m'a donné un travail. Ce n'était pas très bon. Mais oui, c’était ma première [expérience à la télévision] - j’étais payé en tant qu’acteur et je n’avais même pas encore obtenu mon diplôme d’études secondaires. »,.
Il fait ses premiers pas au grand écran en 1982, apparaissant une vingtaine de secondes dans le Teen movie Ça chauffe au lycée Ridgemont, avec Sean Penn, Jennifer Jason Leigh ou encore Judge Reinhold, ce dernier ayant obtenu le rôle pour lequel l'acteur a auditionné. En référence au super-héros Luke Cage et au compositeur John Cage, il change son nom de famille en Cage après le film à causes de diverses moqueries durant le tournage, afin de ne plus être systématiquement assimilé à son illustre oncle : « les gens n'arrêtaient pas de dire des choses comme « J'adore l'odeur de Nicolas le matin », à cause d′Apocalypse Now, et [de la réplique de] Robert Duvall : « J'adore l'odeur du napalm le matin », et cela rendait le travail difficile. J'ai dit : « Je n'ai pas besoin de ça » et je l'ai changé en Cage. »,.
En 1983, si son oncle lui offre une très courte apparition dans la peau d'un membre de gang rival dans The Outsiders, il lui donne notamment un rôle plus conséquent dans Rusty James (Rumble Fish), à savoir celui de Smokey, le faux ami du rôle titre incarné par Matt Dillon.
La même année, il tient enfin un premier rôle grâce à la comédie romantique Valley Girl, inspirée de Roméo et Juliette, dans laquelle il incarne un punk qui tombe amoureux de la valley girl Deborah Foreman.
En 1984, il tourne de nouveau pour son oncle, apparaissant alors dans Cotton Club dans lequel il joue le rôle du jeune gangster Vincent Dwyer, également frère du protagoniste incarné par Richard Gere.
La même année sort Birdy d'Alan Parker, long-métrage parlant du traumatisme de la guerre du Vienam dans lequel il joue le rôle du défiguré Alfonso « Al » Columbato, meilleur ami d'enfance du rôle titre tenu par Matthew Modine. Le film obtient le prix spécial du Festival de Cannes 1985. Au sujet du rôle il déclare : « J'étais terrifié par le rôle d'Al, parce que cela ne ressemblait à rien de ce que j'avais fait auparavant, et je ne savais pas comment arriver là où le rôle me demandait d'aller émotionnellement. »,. L'acteur perd 15 pounds (6.80kg) et se fait arracher deux de ses dents de devant pour « avoir l'air d'avoir été touché par une bombe [...] J'avais l'impression que c'était un rôle unique dans une vie, et il méritait bien cela »,.
En 1986, s'il tient le rôle du rameur canadien Ned Hanlan dans le film The Boy in Blue, qui est son véritable premier rôle majeur seul 
, il joue surtout le marié du film Peggy Sue s'est mariée, encore une fois réalisé par Francis Ford Coppola. C'est dans ce dernier film que sa performance aux côtés de Kathleen Turner lui vaudra d'être remarqué, tant par la critique que par la direction du studio. La chanteuse et actrice Cher découvre ainsi Nicolas Cage et fait pression pour qu'il obtienne un rôle à ses côtés dans Éclair de lune (1987).
La même année, il tourne avec les frères Coen la comédie Arizona Junior, puis avec David Lynch le thriller romantique Sailor et Lula. Ces deux films établissent sa réputation de comédien au jeu varié. Sa carrière prend dès lors son envol et les films s'enchaînent rapidement : Fire Birds (1989), Zandalee (1991), Lune de miel à Las Vegas (1992). Dès 1994, il est en mesure de demander d'importants cachets[réf. nécessaire].
En 1995, il reçoit le scénario du metteur en scène Mike Figgis, racontant l'histoire d'un alcoolique suicidaire qui désire mettre fin à ses jours à Las Vegas. Pour permettre au film Leaving Las Vegas de se faire et afin d'y tenir le rôle principal, il accepte de réduire son cachet à 240 000 $, et reçoit la consécration en remportant l'Oscar du meilleur acteur pour sa performance aux côtés d'Elisabeth Shue[réf. nécessaire].

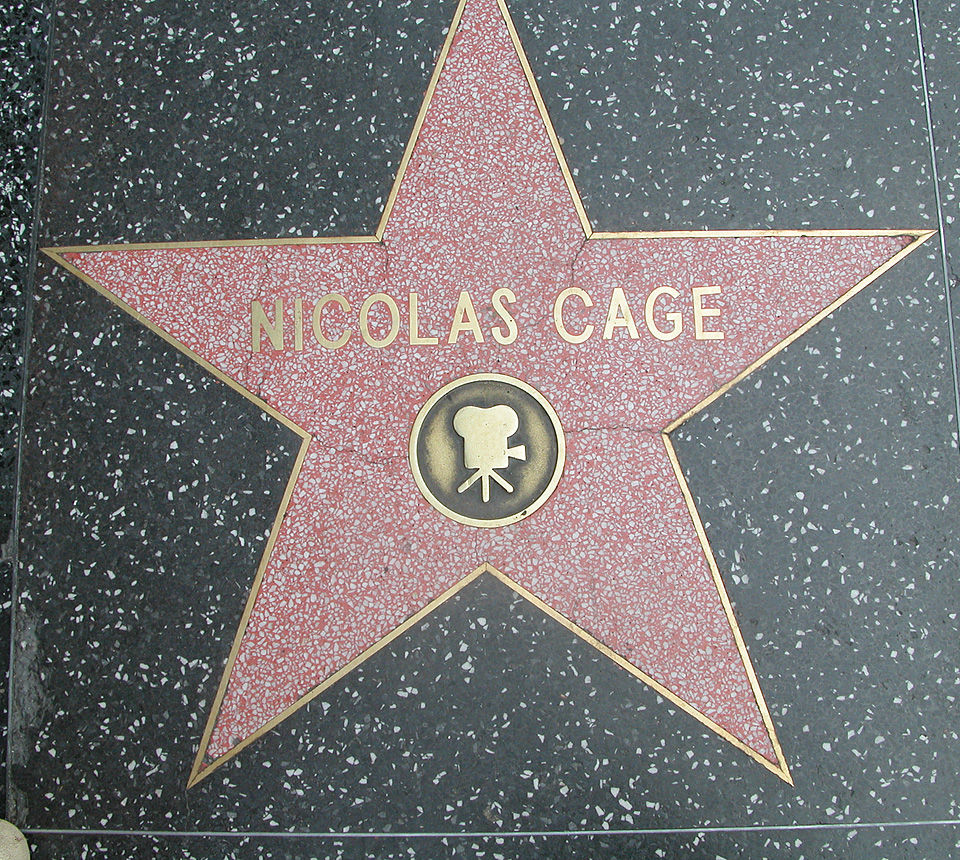
Nicolas Cage possède son étoile sur Hollywood Boulevard, inaugurée en juillet 1998.

Après ce succès, sa carrière s'oriente vers les films d'actions. Il enchaîne deux blockbusters de Jerry Bruckheimer : Rock (The Rock) (1996) et Les Ailes de l'enfer (Con Air) (1997). Néanmoins, sa prestation dans Volte/face (Face/Off) (1997) avec John Travolta, démontre que même dans un film d'action, il peut nuancer son jeu et passer aisément d'un registre impitoyable à un registre émotionnel. Il fait ainsi une double interprétation des personnages de Castor Troy et Sean Archer[réf. nécessaire].
En 1998, il joue dans un film indépendant : La Cité des anges (avec Meg Ryan), version américaine du classique de Wim Wenders, Les Ailes du désir. Sort aussi la même année Snake Eyes de Brian De Palma. Le cinéaste souhaite le voir jouer aussi dans son adaptation de la vie d'Howard Hughes mais Cage ayant déjà quatre films à la suite de prévu, il ne peut en accepter un cinquième. Le réalisateur souhaite attendre pour tourner le film que l'acteur soit libre, mais ce projet sera finalement abandonné.
L'acteur a en effet déjà accepté de porter deux projets particulièrement sombres : d'abord le thriller 8 millimètres, de Joel Schumacher, puis le drame psychologique À tombeau ouvert, réalisé par Martin Scorsese. L'acteur y campe un personnage d'ambulancier insomniaque et sous stupéfiants, jouant avec sa propre vie. Les deux films sortent en 1999[réf. nécessaire].

#### Confirmation, puis dérive commerciale

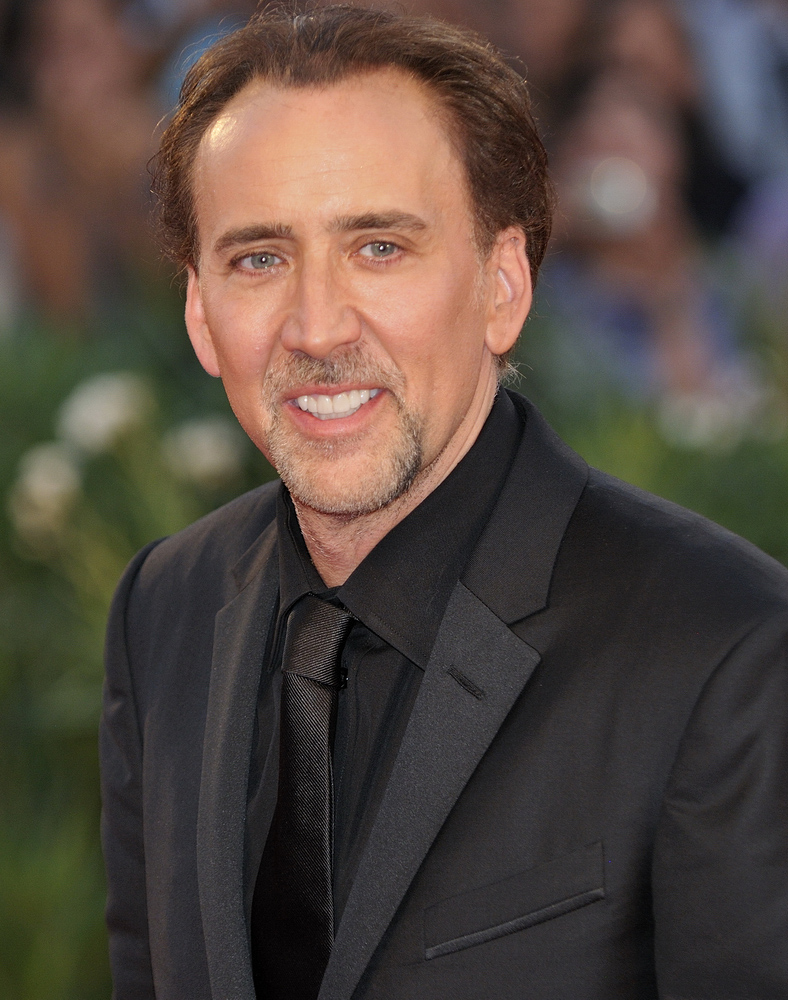
Nicolas Cage au 66e Festival de Venise, pour la présentation de Bad Lieutenant : Escale à La Nouvelle-Orléans.

Il commence l'année 2000 avec des projets très hollywoodiens : tout d'abord, il rejoint le club des acteurs qui touchent 20 millions de dollars par film, en tenant le premier rôle du film d'action 60 secondes chrono, face à la valeur montante Angelina Jolie. Le film sort début 2000. S'ensuit la comédie fantastique Family Man de Brett Ratner, qui lui permet de jouer les pères de famille ordinaires. Mais surtout, En parallèle, il produit L'Ombre du vampire, un film sur les coulisses du tournage de la version muette du film Nosferatu. Puis il se lance dans le mélo en incarnant le rôle-titre de Capitaine Corelli, sous la direction du récompensé John Madden. Puis, il retrouve John Woo pour le film de guerre Windtalkers : Les Messagers du vent. Enfin, Spike Jonze lui offre le rôle de Charlie Kauffman, un scénariste dans le doute, pour sa comédie expérimentale et indépendante Adaptation, le faisant côtoyer Meryl Streep et Chris Cooper. Ces deux longs-métrages sortent successivement en 2001 et 2002. Mais à l'exception du film de Jonze, les critiques sont très mauvaises[réf. nécessaire].
Cette année le voit aussi défendre son premier film en tant que réalisateur, le drame indépendant Sonny, pour lequel il dirige James Franco, qui reçoit des critiques désastreuses. Mais l'acteur s'apprête déjà à enchaîner les collaborations avec des grands cinéastes : en 2003, il tient l'un des rôles principaux de la comédie dramatique Les Associés, de Ridley Scott, puis il joue surtout le rôle-titre, celui du trafiquant d'armes Yuri Orlov, de l'acclamée satire d'Andrew Niccol, Lord of War, un succès de l'année 2005. Enfin, il fait confiance à Gore Verbinski pour une modeste comédie dramatique, The Weather Man avant d'incarner un officier de police pour le crépusculaire World Trade Center, de Oliver Stone[réf. nécessaire].
Cage passe beaucoup de temps à préparer ses rôles, collectant toutes les informations possibles sur l'univers de son personnage. Pour Capitaine Corelli, il apprend à chanter des airs d'opéra, pour Lord of War il apprend à démonter et remonter une mitraillette les yeux fermés. Son caractère impulsif lui vaut quelques faits de tournage, de la destruction de sa roulotte pendant le tournage de Cotton Club en 1984 jusqu'à la dégustation d'une blatte vivante à la caméra pour Embrasse-moi, vampire en 1989[réf. nécessaire].
Parallèlement, il accepte également de devenir Benjamin Gates, le héros d'une nouvelle franchise des studios Disney, en portant le blockbuster d'aventures Benjamin Gates et le Trésor des Templiers, réalisé par Jon Turteltaub. Sorti durant l'été 2004, les critiques sont mauvaises, mais le box-office positif, conduisant l'acteur à rempiler pour une suite : Benjamin Gates et le Livre des secrets, qui sort en 2008[réf. nécessaire].
Pressenti au début des années 2000, puis officialisé dans le rôle en 2003, l'acteur accepte entretemps une autre franchise et devient en 2007 le Ghost Rider pour la 20th Century Fox, dans un blockbuster fantastique signé Mark Steven Johnson. Cette adapation du comics Marvel reçoit des critiques globalement mauvaises,,. Il enchaîne avec un thriller fantastique – Next – mis en boîte par le Néo-Zélandais Lee Tamahori. Il poursuit dans cette veine avec le film d'action Bangkok Dangerous, réalisé par les frères Oxide et Danny Pang, qui lui vaut les pires critiques de sa carrière. Il fait ensuite confiance au réalisateur australien Alex Proyas pour le thriller de science-fiction Prédictions, qui fonctionne correctement au box-office américain[réf. nécessaire].
Cage reconnaît avoir fait ces films moins exigeants artistiquement, qu'il ira jusqu'à qualifier par la suite de « merdes », pour soutenir son coûteux train de vie. Il cite Ghost Rider, l'histoire d'un motard qui vend son âme au diable, symbole pour lui de ce qu'il était en train de faire et dont il dira : « Une merde encore, qui avait le mérite de dire quelque chose de moi, avant que je traverse, plus tard, ma propre filmographie en fantôme. ».
L'acteur conclut cependant cette décennie avec deux projets salués : d'abord en 2009 avec le drame Bad Lieutenant : Escale à La Nouvelle-Orléans, où il est dirigé par Werner Herzog. Le film lui vaut ses premières nominations en cinq ans. Il s'agira aussi des dernières. Il s’essaie à l’animation, en prêtant sa voix au personnage de Speckles pour le long métrage Mission-G de Disney.

#### Des flops critiques aux séries B

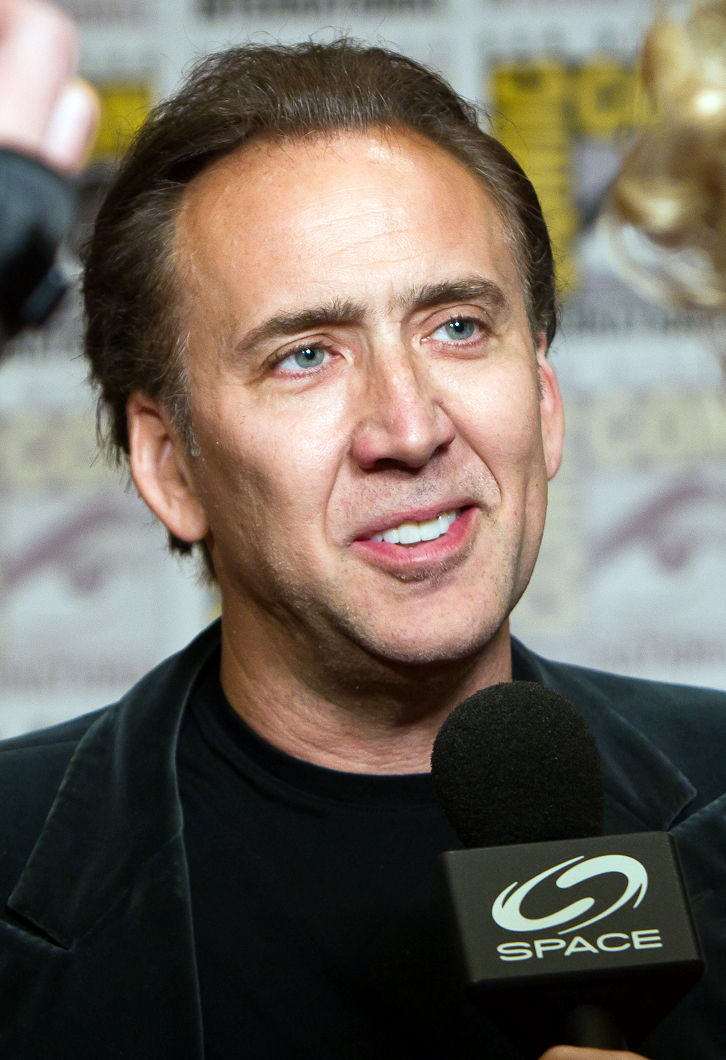
L'acteur au Comic-Con 2011, pour la promotion de Ghost Rider 2 : L'Esprit de vengeance.

Il évolue ensuite dans la satire de film de super-héros Kick-Ass. Ce succès critique et commercial surprise de 2010 révèle le cinéaste Matthew Vaughn au monde entier, et lance la jeune actrice Chloë Grace Moretz, avec qui Cage forme un tandem père-fille détonant de violence et de tendresse[réf. nécessaire].
Les studios Disney misent d'abord sur lui pour lancer une nouvelle franchise : l'acteur retrouve en effet le réalisateur Jon Turteltaub pour le blockbuster L'Apprenti sorcier, dont il a l'idée originale, mais le film essuie un échec critique et connait un box-office à peine correct[réf. nécessaire].
L'année 2011 le voit défendre quatre projets laminés par la critique : d'abord l'ésotérique Le Dernier des Templiers, pour lequel il retrouve le réalisateur Dominic Sena, puis le film d'action débridé Hell Driver, de Patrick Lussier ; puis le thriller : Le Pacte, de Roger Donaldson ; enfin le thriller Effraction, de Joel Schumacher, dont il partage l'affiche avec une autre star en mal de projets de qualité, Nicole Kidman[réf. nécessaire].
Deux ans plus tard, Cage cite clairement ces films comme ses plus mauvais. Il estime néanmoins avoir travaillé aussi dur sur les mauvais films que sur les bons, déclarant : « Faire le clown à ce point, amasser tout ce fatras ne bouleversait pas entièrement mon éthique de travail. Je suis un mec qui travaille dur. On peut dire que j'ai fait n'importe quoi. Mais en aucun cas que je n'ai rien foutu. »
En 2012 sortent la suite inattendue Ghost Rider 2 : L'Esprit de vengeance, dont la mise en scène a été confiée aux débutants Mark Neveldine et Brian Taylor, et le film d'action 12 heures, mis en images par Simon West. Deux autres flops critiques.
En 2013, il semble marquer enfin une pause créative : il traque un tueur en série pour le thriller Suspect, premier long-métrage en tant que scénariste/réalisateur, de Scott Walker, qui reçoit de bonnes critiques. Et surtout, l'acteur connait une véritable résurgence artistique en incarnant un ancien taulard protégeant un jeune garçon, dans le drame indépendant Joe, de David Gordon Green. Si le box-office est négatif, le film est acclamé et reçoit plusieurs récompenses. Cage décrit un film où il se reconnait dans le personnage principal qui boit et joue et se découvre « une raison de vivre » en rencontrant et en cherchant à aider un jeune de 15 ans en difficulté.
L'année 2014 voit néanmoins Cage clairement passer à des films de série B comme celui d'action : Tokarev, de Paco Cabezas (en) ; puis la co-production canado-chinoise Croisades, face à Hayden Christensen ; suivi du thriller apocalyptique (protestant évangélique) Le Chaos, de Vic Armstrong ; enfin le thriller policier La Sentinelle, écrit et réalisé par Paul Schrader.
En 2015, seulement deux films, également de série B, sont furtivement à l'affiche : d'abord le thriller politique The Runner, d'Austin Stark (en) ; puis le film d'horreur fantastique Pay the Ghost, d'Uli Edel.
L'année 2016 sera beaucoup plus riche : d'abord avec le film de braquage Le Casse, d'Alex et Benjamin Brewer ; puis le film de guerre à moyen budget USS Indianapolis : Men of Courage, de Mario Van Peebles, également raillé par la critique. Il retrouve ensuite Paul Schrader pour une comédie policière noire, Dog Eat Dog, avec Willem Dafoe ; puis il s'enfonce vraiment dans la comédie potache avec Army of One, de Larry Charles ; enfin, il repasse au premier plan médiatique grâce à Oliver Stone, qui lui confie un second rôle dans son attendu biopic Snowden, avec Joseph Gordon-Levitt dans le rôle-titre.

#### Retour au premier plan (2018-présent)
En 2018, après quelques films de série B, Cage joue dans Mandy du réalisateur Panos Cosmatos, présenté à Sundance ainsi qu'à la Quinzaine des réalisateurs au Festival de Cannes 2018. Sa performance est acclamée par la critique. Le 5 septembre 2018, il prête sa voix à l'un des personnages principaux du film d'animation Teen Titans Go! to the Movies, aux côtés de Kristen Bell et Will Arnett,. Le film est un succès avec 51,9 millions de dollars récoltés uniquement aux États-Unis et est unanimement acclamé par la critique, pour son humour ravageur, son intelligence et ses nombreux clins d'œils à l'univers DC Comics,,,,,,. Le 14 décembre 2018, il prête également sa voix au personnage de Spiderman noir dans le film Spider-Man: New Generation,. Le film est un triomphe, remporte plus de 384 millions de dollars mondial et est acclamé par la critique. Entre 2018 et 2020, le film d'animation a été sélectionné de nombreuses fois dans diverses catégories et a remporté plus de 80 récompenses,.
En 2019, il s’aventure dans le thriller Froide Vengeance avec Benjamin Bratt. Puis, il s’associe à Laurence Fishburne et Leslie Bibb dans Running with the Devil, qui obtient bonne presse. Un peu plus tard, il est en tête d'affiche du film Kill Chain, co-tenu par Enrico Colantoni, sorti en Vidéo à la demande en 2019,.
Il rejoint en 2020, une nouvelle fois Emma Stone, Ryan Reynolds, Cloris Leachman, Peter Dinklage et Kat Dennings, afin de doubler le personnage principal du film d’animation Les Croods 2. Le film est un succès et récolte plus de 216 millions de dollars,. Il est également nommé au Golden Globe du meilleur film d'animation. Dans un même temps, il prend part au récit d’action Jiu Jitsu, ayant pour partenaires Tony Jaa.
En 2021, il fait son grand retour en salles avec le drame indépendant Pig de Michael Sarnoski. Sa performance est saluée par de nombreuses critiques,.
En 2022, il est à l'affiche du film dans lequel il s'autoparodie Un talent en or massif, ayant pour co-vedettes Pedro Pascal, Demi Moore, Tiffany Haddish et Neil Patrick Harris, qui sort le 20 avril 2022 en France.
En 2023, il interprète le rôle de Clark Kent / Superman dans le film The Flash, réalisé par Andrés Muschietti, après lui avoir déjà prêté sa voix en 2018 dans le film d'animation Teen Titans Go! to the Movies. Ces castings sont des références au fait que Nicolas Cage était envisagé dans les années 1990 pour le rôle-titre de Superman Lives, un projet inabouti de Tim Burton. Cette brève apparition est différente par rapport à ce que l'acteur a tourné : « Quand je suis allé voir le film, c'était moi combattant une araignée géante [...] Je n'ai pas fait ça. Ce n'est pas ce que j'ai fait. Je ne pense pas que cela ait été [créé par] l’IA. Je sais que Tim [Burton] est bouleversé par l'IA, tout comme moi. C'était [des] CGI, OK, pour qu'ils puissent me rajeunir et [me faire] combattre une araignée. Je n'ai rien fait de tout ça, donc je ne sais pas ce qui s'est passé là-bas [...] Ce que j’étais censé faire, c’était littéralement me tenir dans une dimension alternative, si vous voulez, et être témoin de la destruction de l’univers [...] Kal-El était témoin de la fin d'un univers et vous pouvez imaginer, avec le peu de temps dont je disposais, ce que cela signifierait en termes de ce que je peux transmettre. Je n'avais pas de dialogue [donc je devais] transmettre avec mes yeux l'émotion. C'est donc ce que j'ai fait. J'étais sur le plateau pendant peut-être trois heures »,.
La même année, il incarne Dracula dans la comédie horrifique Renfield face à Nicholas Hoult,. Il est également la tête d'affiche de la comédie noire Dream Scenario réalisée par le norvégien Kristoffer Borgli et produite par Ari Aster ; en passant le thriller psychologique Sympathy for the Devil où il joue face à Joel Kinnaman. Il est l’acteur principal du film The Retirement Plan, qui parut le 15 septembre 2023, récolte des critiques positives.
En 2023, il obtient une nomination aux Meilleur acteur dans un film musical ou une comédie à la cérémonie des Golden Globes 2024 pour le film Dream Scenario.
L’an 2024 est marqué par sa participation dans le film d’action-horreur Arcadian, qui récolte les faveurs du public,. S’ensuit le thriller psychologique The Surfer, qui est présenté en hors compétition en séance de minuit au festival de Cannes 2024. Le drame d’horreur psychologique Longlegs, dont il est la vedette, sort aux États-Unis le 12 juillet 2024. Bénéficiant d'une critique positive et diffusé dans près de 2 500 salles, il récolte plus de 22 millions de dollars pour son premier week-end d'exploitation, dont 10 millions le premier jour, et devient un succès commercial et critique inattendu du cinéma indépendant.
Il débute l’année 2025 avec Gunslingers, aux cotés de Heather Graham et Stephen Dorff,.

### Vie privée

#### Relations
À dix-huit ans, il fréquente l'actrice Elizabeth Daily pendant deux ans, puis il rencontre l'actrice Uma Thurman. 
Il a eu une aventure avec Sarah Jessica Parker dans les années 90.
En 1990, il a un fils, Weston, avec l'actrice américaine Christina Fulton. En 1995, il épouse l'actrice Patricia Arquette, dont il divorce en 2001. 
Il partage ensuite sa vie pendant quelques mois avec Penélope Cruz. 
Puis, il est brièvement marié avec la chanteuse et célèbre héritière Lisa Marie Presley, d'août à décembre 2002. 
En juillet 2004, il épouse Alice Kim, une serveuse de restaurant coréen qui a vingt ans lors de leur rencontre ; le couple divorce en juin 2016. Avec elle, il a un fils né le 3 octobre 2005 : Kal-El (Kal-El étant le nom kryptonien de Superman).
Le 1er juillet 2014, son fils Weston devient père d'un garçon nommé Lucian Augustus Coppola Cage[réf. nécessaire].
En couple avec Riko Shibata depuis 2019, Nicolas Cage s'apprête à être père pour la troisième fois, d'après l'annonce faite par les représentants de l'acteur le 6 janvier 2022. Le 7 septembre 2022, une petite fille prénommée August Francesca Coppola Cage naît à Los Angeles.

#### Convictions
Nicolas Cage est de confession catholique et affilié au parti démocrate. Il soutient John Kerry lors de l'élection présidentielle de 2004[réf. nécessaire].
Nommé ambassadeur de bonne volonté des Nations unies contre la criminalité et les drogues, en novembre 2009 il visite la prison de Shimo-la-Tewa à Mombasa au Kenya qui abrite la plupart des pirates remis aux autorités kényanes par les forces internationales.

#### Patrimoine
Il vit entre son appartement du centre-ville de Los Angeles, sa résidence victorienne de San Francisco et son château de Hollywood Hills. En 2009, le fisc américain lui réclame 14 millions de dollars, la banque de l’acteur saisit sa villa de Bel Air et ses deux villas de Malibu. L’acteur annonce sa décision d'attaquer son ancien manager Samuel Levin qu'il accuse de l'avoir ruiné.
Sa propriété de Bel Air, à Los Angeles, qu'il avait achetée en 1998 pour 6,5 millions de dollars, a été vendue en 2009. Il voulait initialement la vendre pour 35 millions de dollars, mais il a dû baisser le prix car le montant était beaucoup trop élevé[réf. nécessaire].
Sa maison de Bath Regency qu'il avait acquise pour 6,2 millions de dollars, a été vendue en mars 2009 pour 5,8 millions de dollars. Son château de Somerset, qu'il avait payé 9,85 millions de dollars, a été vendu en 2009 pour seulement 5,8 millions de dollars.
Dans les années 1990 et 2000, Nicolas Cage a amassé des biens et collectionné compulsivement, aussi bien les voitures (notamment la Lamborghini ayant appartenu au dernier Shah d'Iran), les crânes humains, les comic books (certains exemplaires de cette collection vaudraient plusieurs milliers de dollars), les reptiles, les avions privés... Il a amassé plus de 150 millions de dollars au cours de sa carrière qu'il a « flambés » ainsi, avant d'avoir ses problèmes fiscaux.

## Filmographie

### Acteur

#### Cinéma

##### Années 1980
- 1982 : Ça chauffe au lycée Ridgemont (Fast Times at Ridgemont High) d'Amy Heckerling : copain de Brad
- 1983 : Valley Girl de Martha Coolidge : Randy
- 1983 : Rusty James (Rumble Fish) de Francis Ford Coppola : Smockey, un proche de Rusty James
- 1984 : Les Moissons du printemps (Racing with the Moon) de Richard Benjamin : Nicky
- 1984 : Cotton Club (The Cotton Club) de Francis Ford Coppola : Vincent Dwyer
- 1984 : Birdy d'Alan Parker : Sergent Al Columbato
- 1986 : The Boy in Blue de Charles Jarrott : Ned Hanlan
- 1986 : Peggy Sue s'est mariée (Peggy Sue Got Married) de Francis Ford Coppola : Charlie Bodell
- 1987 : Arizona Junior (Raising Arizona) de Joel Coen : H.I. McDunnough
- 1987 : Éclair de lune (Moonstruck) de Norman Jewison : Ronny Cammareri
- 1988 : Never on Tuesday d'Adam Rifkin : un homme dans une voiture de sport rouge
- 1989 : Embrasse-moi, vampire (Vampire's Kiss) de Robert Bierman (en) : Peter Loew

##### Années 1990
- 1990 : Fire Birds de David Green (en) : Jake Preston
- 1990 : Sailor et Lula (Wild at Heart) de David Lynch : Sailor Ripley
- 1991 : Le Raccourci (Tempo di uccidere) de Giuliano Montaldo : Enrico Silvestri
- 1991 : Zandalee de Sam Pillsbury : Johnny Collins
- 1992 : Red Rock West de John Dahl : Michael Williams
- 1992 : Lune de miel à Las Vegas (Honeymoon in Vegas) d'Andrew Bergman : Jack Singer
- 1993 : Deadfall de Christopher Coppola : Eddie
- 1993 : Amos et Andrew de E. Max Frye (en) : Amos Odell
- 1994 : Un ange gardien pour Tess (Guarding Tess) de Hugh Wilson : Doug Chesnic
- 1994 : Milliardaire malgré lui (It Could Happen to You) d'Andrew Bergman : Charlie Lang
- 1994 : Descente à Paradise (Trapped in Paradise) de George Gallo : Bill Firpo
- 1995 : Kiss of Death de Barbet Schroeder : Little Junior Brown
- 1995 : Leaving Las Vegas de Mike Figgis : Ben Sanderson
- 1996 : Rock (The Rock) de Michael Bay : Dr Stanley Goodspeed
- 1997 : Les Ailes de l'enfer (Con Air) de Simon West : Cameron Poe
- 1997 : Volte-face (Face/Off) de John Woo : Castor Troy / Sean Archer
- 1998 : La Cité des anges (City of Angels) de Brad Silberling : Seth
- 1998 : Snake Eyes de Brian De Palma : Rick Santoro
- 1999 : 8 millimètres (8MM) de Joel Schumacher : Tom Welles
- 1999 : A tombeau ouvert (Bringing Out the Dead) de Martin Scorsese : Frank Pierce

##### Années 2000
- 2000 : 60 secondes chrono (Gone in Sixty Seconds) de Dominic Sena : Randall « Memphis » Raines
- 2000 : Family Man (The Family Man) de Brett Ratner : Jack Campbell
- 2001 : Capitaine Corelli (Captain Corelli's Mandolin) de John Madden : Captain Antonio Corelli
- 2002 : Windtalkers : Les Messagers du vent (Windtalkers) de John Woo : Sergent Joe Enders
- 2002 : Sonny de lui-même : Acid Yellow
- 2002 : Adaptation de Spike Jonze : Charlie et Donald Kaufman
- 2003 : Les Associés (Matchstick Men) de Ridley Scott : Roy Waller
- 2004 : Benjamin Gates et le Trésor des Templiers (National Treasure) de Jon Turteltaub : Benjamin Gates
- 2005 : Lord of War d'Andrew Niccol : Yuri Orlov (trafiquant d'armes)
- 2005 : The Weather Man de Gore Verbinski : David Spritz
- 2006 : The Wicker Man de Neil Labute : Edward Malus
- 2006 : World Trade Center d'Oliver Stone : John McLoughlin (policier)
- 2007 : Ghost Rider de Mark Steven Johnson : Johnny Blaze / Ghost Rider
- 2007 : Next de Lee Tamahori : Cris Johnson
- 2008 : Benjamin Gates et le Livre des secrets (National Treasure 2) de Jon Turteltaub : Benjamin Gates
- 2008 : Bangkok Dangerous d'Oxide et Danny Pang : Joe
- 2009 : Prédictions (Knowing) d'Alex Proyas : John Koestler
- 2009 : Bad Lieutenant : Escale à La Nouvelle-Orléans (Bad Lieutenant: Port of Call New Orleans) de Werner Herzog : Terence McDonagh

##### Années 2010
- 2010 : Kick-Ass de Matthew Vaughn : Damon Macready / Big Daddy
- 2010 : L'Apprenti sorcier (The Sorcerer's Apprentice) de Jon Turteltaub : Balthazar Blake
- 2011 : Le Dernier des Templiers (Season Of The Witch) de Dominic Sena : Behmen
- 2011 : Hell Driver (Drive Angry) de Patrick Lussier : Milton
- 2011 : Le Pacte (Seeking Justice) de Roger Donaldson : Nick Gerard
- 2011 : Effraction (Trespass) de Joel Schumacher : Kyle Miller
- 2012 : Ghost Rider 2 : L'Esprit de vengeance (Ghost Rider: Spirit of Vengeance) de Mark Neveldine et Brian Taylor : Johnny Blaze / Ghost Rider
- 2012 : 12 Heures (Stolen) de Simon West : Will Montgomery
- 2013 : Suspect (The Frozen Ground) de Scott Walker : Jack Halcombe
- 2013 : Joe de David Gordon Green : Joe Ransom
- 2014 : Tokarev (Rage) de Paco Cabezas (en) : Paul Maguire
- 2014 : Croisades (Outcast) de Nick Powell : Gallain
- 2014 : Le Chaos (Left Behind) de Vic Armstrong : Rayford Steele
- 2014 : La Sentinelle (Dying of the Light) de Paul Schrader : Evan Lake
- 2015 : The Runner d'Austin Stark (en) : Colin Price
- 2015 : Pay the Ghost d'Uli Edel : Mike Cole
- 2016 : Le Casse (The Trust) d'Alex et Benjamin Brewer : Jim Stone
- 2016 : USS Indianapolis (USS Indianapolis: Men of Courage) de Mario Van Peebles : le capitaine Charles B. McVay
- 2016 : Dog Eat Dog de Paul Schrader : Troy
- 2016 : Snowden d'Oliver Stone : Hank Forrester
- 2016 : Army of One de Larry Charles : Gary Faulkner
- 2017 : Arsenal de Steven C. Miller : Eddie King
- 2017 : Vengeance (Vengeance: A Love Story) de Johnny Martin : John Dromoor
- 2017 : Usurpation (Inconceivable) de Jonathan Baker : Brian
- 2017 : The Humanity Bureau de Rob King : Noah Kross
- 2017 : Mom and Dad de Brian Taylor : Brent Ryan
- 2018 : Mandy de Panos Cosmatos : Red Miller
- 2018 : The Watcher (Looking Glass) de Tim Hunter : Ray
- 2018 : Code 211 (211) de York Shackleton : Mike Chandler
- 2018 : Possession (Between Worlds) de Maria Pulera : Joe
- 2019 : Froide Vengeance (A Score to Settle) de Shawn Ku : Franck
- 2019 : Running with the Devil de Jason Cabell : The Cook
- 2019 : Color Out of Space de Richard Stanley : Nathan Gardner
- 2019 : Kill Chain de Ken Sanzel : Araña
- 2019 : Primal de Nick Powell : Frank Walsh
- 2019 : Grand Isle de Stephen S. Campanelli : Walter

##### Années 2020
- 2020 : Jiu Jitsu de Dimitri Logothetis : Wylie
- 2021 : Willy's Wonderland de Kevin Lewis : Le concierge
- 2021 : Prisoners of the Ghostland de Sion Sono : Hero
- 2021 : Pig de Michael Sarnoski : Rob
- 2022 : Un talent en or massif (The Unbearable Weight of Massive Talent) de Tom Gormican : Nick Cage
- 2022 : Butcher's Crossing de Gabe Polsky : Miller
- 2023 : The Old Way de Brett Donowho : Colton Briggs
- 2023 : Renfield de Chris McKay : Dracula
- 2023 : The Flash d'Andrés Muschietti : Clark Kent / Superman (caméo, univers alternatif)
- 2023 : Une retraite d'enfer (The Retirement Plan) de Tim Brown : Matt
- 2023 : Sympathy for the Devil de Yuval Adler : le passager
- 2023 : Dream Scenario de Kristoffer Borgli : Paul Matthews
- 2024 : Arcadian de Benjamin Brewer : Paul
- 2024 : Longlegs d'Oz Perkins : le tueur en série Longlegs
- 2025 : The Surfer de Lorcan Finnegan : le surfer
- 2025 : Gunslingers de Brian Skiba : Ben
- Prévu en 2026 : The Carpenter's Son de Lotfy Nathan (en postproduction)
- Prévu en 2026 : The Prince de Cameron Van Hoy (en postproduction)
- Prévu en 2026 : Madden de David O. Russell : John Madden (en tournage)

#### Animation
- 2001 : Un chant de Noël (Christmas Carol: The Movie) de Jimmy T. Murakami : voix de Jacob Marley
- 2006 : Lucas, fourmi malgré lui (Ant Bully) de John A. Davis : voix de Zoc
- 2009 : Astro Boy de David Bowers : voix du Docteur Tenma
- 2009 : Mission-G (G-Force) de Hoyt Yeatman : voix de Speckles
- 2013 : Les Croods de Chris Sanders et Kirk DeMicco : Grug (voix)
- 2018 : Teen Titans Go! to the Movies de Peter Rida Michail et Aaron Horvath : Superman
- 2018 : Spider-Man: New Generation (Spider-Man: Into the Spider-Verse) de Peter Ramsey, Bob Persichetti et Rodney Rothman : Spider-Man Noir (voix)
- 2020 : Les Croods 2 (The Croods 2) de Joel Crawford (en) : Grug (voix)

#### Télévision
- 1981 : Best of Times de Don Mischer (en) : Nicholas (Téléfilm)
- 1990 : Industrial Symphony No. 1: The Dream of the Broken Hearted de David Lynch : bourreau des cœurs (téléfilm)
- 1994 : A Century of Cinema (documentaire) de Caroline Thomas
- 2021 : L'Histoire des gros mots (en) (History of Swear Words) (documentaire) : lui-même
- En production : Spider-Noir : Spider-Man Noir

### Réalisateur
- 2002 : Sonny

### Producteur
- 2000 : L'Ombre du vampire (Shadow of the Vampire) d'E. Elias Merhige
- 2002 : Sonny de Nicolas Cage
- 2003 : La Vie de David Gale (The Life of David Gale) d'Alan Parker
- 2005 : Lord of War d'Andrew Niccol
- 2006 : The Wicker Man de Neil Labute
- 2007 : Next de Lee Tamahori
- 2007-2008 : Dresden, enquêtes parallèles (The Dresden Files) (série TV)
- 2008 : Bangkok Dangerous d'Oxide et Danny Pang
- 2009 : Bad Lieutenant : Escale à La Nouvelle-Orléans (Bad Lieutenant: Port of Call New Orleans) de Werner Herzog
- 2010 : L'Apprenti sorcier (The sorcerer's apprentice) de Jon Turteltaub
- 2012 : Mille Mots (A Thousand Words) de Brian Robbins
- 2020 : Pig de Michael Sarnoski
- 2022 : Un talent en or massif (The Unbearable Weight of Massive Talent) de Tom Gormican
- 2023 : Dream Scenario de Kristoffer Borgli
- 2024 : Longlegs d'Oz Perkins

## Distinctions

### Récompenses
- Festival international du film de Catalogne 1989 : Meilleur acteur dans une comédie d’horreur pour Embrasse-moi, vampire
- Awards Circuit Community Awards 1995 : Meilleur acteur dans un rôle principal dans un drame romantique pour Leaving Las Vegas
- Boston Society of Film Critics Awards 1995 : Meilleur acteur pour Leaving Las Vegas
- Festival du film de Sundance 1995 : Tribute to Independent Vision
- Festival international du film de Saint-Sébastien 1995 : Coquille d'argent du meilleur acteur pour Leaving Las Vegas
- Los Angeles Film Critics Association Awards 1995 : Meilleur acteur pour Leaving Las Vegas
- National Board of Review Awards 1995 : Meilleur acteur pour Leaving Las Vegas
- New York Film Critics Circle Awards 1995 : Meilleur acteur pour Leaving Las Vegas
- Society of Texas Film Critics Awards (en) 1995 : Meilleur acteur pour Leaving Las Vegas
- Chicago Film Critics Association Awards 1996 : Meilleur acteur pour Leaving Las Vegas
- Dallas-Fort Worth Film Critics Association Awards 1996 : Meilleur acteur
- Festival des films du monde de Montréal 1996 : Prix pour l'ensemble de sa carrière
- Golden Globe 1996 : Meilleur acteur pour Leaving Las Vegas
- Jupiter Awards 1996 : Meilleur acteur international pour Rock et Leaving Las Vegas
- National Society of Film Critics Awards 1996 : Meilleur acteur pour Leaving Las Vegas
- Oscars 1996 : Meilleur acteur pour Leaving Las Vegas
- Screen Actors Guild Awards 1996 : Meilleur acteur dans un premier rôle pour Leaving Las Vegas
- Blockbuster Entertainment Awards 1997 : Acteur préféré pour Rock
- Jupiter Awards 1997 : Meilleur acteur international pour Volte-face et Les Ailes de l'enfer
- MTV Movie Awards 1997 : Meilleur duo dans un thriller pour Rock, partagé avec Sean Connery
- Blockbuster Entertainment Awards 1998 : Acteur préféré dans un thriller d'action pour Volte-face et Les Ailes de l'enfer
- MTV Movie Awards 1998 : Meilleur duo dans un thriller pour Volte-face, partagé avec John Travolta
- Festival international du film de San Francisco 1998 : prix Peter J. Owens
- Blockbuster Entertainment Awards 1999 : Acteur préféré pour Snake Eyes et La Cité des anges
- American Cinematheque Gala Tribute 2001 : trophée American Cinematheque
- Blockbuster Entertainment Awards 2001 : Acteur préféré pour Family Man
- Festival international du film de Palm Springs 2001 : trophée Desert Palm pour l'ensemble de sa carrière
- ShoWest Convention 2001 : prix spécial pour l'ensemble de sa carrière
- The Stinkers Bad Movie Awards 2001 : Faux accent le plus ennuyeux pour Capitaine Corelli
- Toronto Film Critics Association Awards 2002 : Meilleur acteur dans un rôle principal pour Adaptation
- Festival international du film de Chicago 2003 : trophée pour l'ensemble de sa carrière
- Hollywood Makeup Artist and Hair Stylist Guild Awards 2004 : trophée Barrymore
- CineVegas International Film Festival 2005 : Half-Life Award
- Women Film Critics Circle Awards 2005 : Personnage masculin le plus agressif pour Lord of War
- Goldene Kamera 2007 : Meilleur acteur pour World Trade Center
- Yoga Awards 2008 : Pire acteur étranger pour Benjamin Gates et le Trésor des Templiers, Ghost Rider et Next
- Toronto Film Critics Association Awards 2009 : Meilleur acteur pour Bad Lieutenant : Escale à La Nouvelle-Orléans
- Huading Awards 2013 : Meilleur acteur dans un drame pour Joe
- Catalina Film Festival (en) 2014 : trophée Charlie Chaplin Icon pour Joe
- Festival international du film d'Oldenbourg 2016 :
  - trophée d’honneur
  - Walk of Fame de la star par excellence.
- Festival international du film de Toronto 2019 : Creative Coalition's Spotlight Initiative Award pour Color Out of Space

### Nominations
- American Comedy Awards 1988 : Acteur le plus drôle pour Arizona Junior
- Golden Globe 1988 : Meilleur acteur pour Éclair de lune
- Film Independent's Spirit Awards 1990 : Meilleur acteur pour Embrasse-moi, vampire
- American Comedy Awards 1993 : Acteur le plus drôle pour Lune de miel à Las Vegas
- Golden Globe 1993 : Meilleur acteur pour Lune de miel à Las Vegas
- British Academy Film Awards 1996 : Meilleur acteur pour Leaving Las Vegas
- Chlotrudis Awards 1996 : Meilleur acteur pour Leaving Las Vegas
- Critics' Choice Movie Awards 1996 : Meilleur acteur pour Leaving Las Vegas
- Film Independent's Spirit Awards 1996 : Meilleur acteur principal pour Leaving Las Vegas
- People's Choice Awards 1996 : Acteur de film préféré pour Leaving Las Vegas
- Sant Jordi Awards 1996 : Meilleur acteur étranger pour Leaving Las Vegas
- MTV Movie Awards 1998 :
  - Meilleure interprétation masculine dans un thriller pour Volte-face
  - Meilleur vilain dans un thriller pour Volte-face, partagé avec John Travolta
- Saturn Awards 1998 : Meilleur acteur pour Volte-face
- MTV Movie Awards 1999 : Meilleur duo dans un drame romantique pour La Cité des anges, partagé avec Meg Ryan
- Blockbuster Entertainment Awards 2001 : Acteur préféré pour 60 secondes chrono
- The Stinkers Bad Movie Awards 2001 : Pire couple à l’écran pour Capitaine Corelli, partagé avec Penélope Cruz
- Awards Circuit Community Awards 2002 :
  - Meilleur acteur pour Adaptation
  - Meilleure distribution pour Adaptation, partagé avec Meryl Streep, Chris Cooper, Tilda Swinton, Brian Cox et Cara Seymour
- Festival du cinéma américain de Deauville 2002 : Meilleur film pour Sonny
- Las Vegas Film Critics Society Awards 2002 : Meilleur acteur pour Adaptation
- Village Voice Film Poll 2002 : Meilleur acteur pour Adaptation
- British Academy Film Awards 2003 : Meilleur acteur pour Adaptation
- Chicago Film Critics Association Awards 2003 : Meilleur acteur pour Adaptation
- Chlotrudis Awards 2003 : Meilleur acteur pour Adaptation
- Dallas-Fort Worth Film Critics Association Awards 2003 : Meilleur acteur pour Adaptation
- Golden Globe 2003 : Meilleur acteur pour Adaptation
- Gold Derby Awards 2003 :
  - Meilleur acteur pour Adaptation
  - Meilleure distribution pour Adaptation, partagé avec Meryl Streep, Chris Cooper, Tilda Swinton, Brian Cox et Cara Seymour
- International Online Cinema Awards 2003 : Meilleur acteur pour Adaptation
- Online Film & Television Association Awards 2003 :
  - Meilleur acteur pour Adaptation
  - Meilleure distribution pour Adaptation, partagé avec Brian Cox, Chris Cooper, Tilda Swinton et Meryl Streep
- Oscars 2003 : Meilleur acteur pour Adaptation
- Phoenix Film Critics Society Awards 2003 :
  - Meilleur acteur pour Adaptation
  - Meilleure distribution dans une comédie dramatique pour Adaptation, partagé avec Brian Cox, Chris Cooper, Cara Seymour, Tilda Swinton et Meryl Streep
- Satellite Awards 2003 : Meilleur acteur pour Adaptation
- Screen Actors Guild Awards 2003 :
  - Meilleur acteur pour Adaptation
  - Meilleure distribution pour Adaptation, partagé avec Brian Cox, Chris Cooper, Cara Seymour, Tilda Swinton et Meryl Streep
- Vancouver Film Critics Circle Awards 2003 : Meilleur acteur pour Adaptation
- Visual Effects Society Awards 2003 : Meilleur acteur pour Adaptation
- London Critics Circle Film Awards 2004 : Acteur de l’année pour Adaptation
- Jupiter Awards 2005 : Meilleur acteur international pour Benjamin Gates et le Trésor des Templiers
- People's Choice Awards 2006 : Star masculine préférée pour Benjamin Gates et le Trésor des Templiers
- The Stinkers Bad Movie Awards 2006 : Pire acteur dans un thriller pour The Wicker Man
- Indiewire Critics' Poll 2009 : Meilleur acteur pour Bad Lieutenant : Escale à La Nouvelle-Orléans
- Scream Awards 2009 : Meilleur acteur pour Prédictions
- Village Voice Film Poll 2009 : Meilleur acteur pour Bad Lieutenant : Escale à La Nouvelle-Orléans
- Chlotrudis Awards 2010 : Meilleur acteur pour Bad Lieutenant : Escale à La Nouvelle-Orléans
- National Society of Film Critics Awards 2010 : Meilleur acteur pour Bad Lieutenant : Escale à La Nouvelle-Orléans
- Scream Awards 2010 :
  - Meilleur acteur pour Kick-Ass
  - Meilleur superhéros pour Kick-Ass
- Teen Choice Awards 2010 : Meilleur acteur pour Kick-Ass
- Behind the Voice Actors Awards 2014 : Meilleure distribution vocale pour Les Croods, partagé avec Emma Stone, Ryan Reynolds, Catherine Keener, Cloris Leachman et Clark Duke
- Golden Globes 2024 : Meilleur acteur dans un film musical ou une comédie pour Dream Scenario

## Voix francophones
En France, Dominique Collignon-Maurin (décédé en août 2025) a été la voix française régulière de Nicolas Cage depuis Cotton Club en 1984 jusqu'à Dream Scenario sorti en 2023, l'ayant doublé presque soixante-dix fois. Pour le film Birdy, Collignon-Maurin a été remplacé par Maurice Decoster pour le second doublage. Il a également été doublé à trois reprises par Emmanuel Jacomy dans Un ange gardien pour Tess, Milliardaire malgré lui et Kiss of Death ainsi qu'à deux reprises par Nicolas Marié dans Embrasse-moi, vampire et Fire Birds.
À titre exceptionnel, Nicolas Cage a été doublé par Christian Bénard dans Rusty James, Daniel Russo dans The Boy in Blue, Patrick Préjean dans Peggy Sue s'est mariée, Thierry Ragueneau dans Arizona Junior, Yves Beneyton dans Sailor et Lula, Jean-François Vlérick dans Zandalee, Daniel Lafourcade dans Lune de miel à Las Vegas, Joël Zaffarano dans Descente à Paradise, Bernard Alane dans Un chant de Noël, Jean-Michel Fête dans Capitaine Corelli et Jean-Marc Delhausse dans Mom and Dad. Le doublant une première fois en 1993 dans Amos et Andrew, Antoine Tomé le retrouve trente ans plus tard dans The Old Way. Durant cette même année, Nicolas Marié retrouve également l'acteur dans Butcher's Crossing.
Au Québec, Benoît Rousseau est la voix québécoise régulière de l'acteur depuis 1993. Mario Desmarais l'a doublé dans Les Oiseaux de feu et Pierre Auger dans Lune de miel à Vegas.
- Versions françaises :
  - Dominique Collignon-Maurin (*1949 - 2025) dans Cotton Club, Red Rock West, Rock, Les Ailes de l'enfer, Volte-face, 60 secondes chrono, films Benjamin Gates et Ghost Rider, etc.[réf. nécessaire].

- Versions québécoises (la liste indique les titres québécois) [réf. nécessaire]:
  - Benoît Rousseau dans Le Rocher, Air Bagnards, Double Identité, Mauvais Œil, Adaptation, Les Moins que rien, Trésor national, Seigneur de guerre, Ghost Rider, Bad Lieutenant : Escale à La Nouvelle-Orléans, Snowde, Mandy, etc.